# Ribes bisperække
Ribe bispedømme blev oprettet i 948 eller kort tid før under kong Gorm. Oprindeligt var der to biskopper på Ribe bispesæde, en dansk biskop og en tysk biskop, som befandt sig i eksil i Bremen. Først omkring 1050 blev embederne slået sammen. De første danske biskopper blev uddannet i England og måske Normandiet.
Katolske Biskopper: 
| Tyske: - 948 - ?. Leofdan - 988 - 1000. Folgbert eller Fulbert eller Folbract. | Danske: - ca. 947 - ? Odinkar den Ældre - o. 1000 – 1043. Odinkar den yngre. Uddannet i England, søn af Toke, jarl af Vendsyssel. Hans far ejede tredje del af Vendsyssel. |

- ca. 1043 – 1060. Val
- ca. 1060 – 1085. Odder
- ca. 1085 – 1122. Gerold eller Jareld
- ca. 1122 eller ca. 1114 – 1134. Thore eller Thure
- 1134 – ? Nothold
- ? – 1142 Asger
- 1142 – 1162. Helias
- 1162 – 1170(71). Radulf
- 1171 – 1177. Stephan
- 1178 – 1204. Omer
- 1204 – 1214. Oluf
- 1214 – 1230. Tuve
- 1230 – 1246. Gunner
- 1246 – 1273. Esger
- 1273 – 1288. Tyge
- 1288 – 1313. Christiern
- 1313 – 1327. Jens Hee
- 1327 – 1345. Jakob Splitaf
- 1345 – 1364. Peder Thuresen
- 1365 – 1369. Mogens Jensen
- 1369 – 1388. Jens Mikkelsen
- 1389 – 1409. Eskil
- 1409 – 1418. Peder Lykke
- 1418 – 1454. Christiern Hemmingsen
- 1454 – 1465. Henrik Stangeberg
- 1465 – 1483. Peder Nielsen Lodehat
- 1483 – 1498. Hartvig Juel
- 1499 – 1536. Iver Munk

Biskopper efter Reformationen
- 1537 – 1541. Johann Wenth
- 1541 – 1561. Hans Tausen
- 1562 – 1569. Poul Madsen
- 1569 – 1594. Hans Laugesen
- 1595 – 1614. Peder Jensen Hegelund
- 1614 – 1629. Iver Iversen Hemmet
- 1629 – 1634. Jens Dinesen Jersin
- 1635 – 1643. Hans Borchardsen
- 1643 – 1650. Erik Monrad
- 1650 – 1681. Peder Jensen Kragelund
- 1681 – 1693. Christen Jensen Lodberg
- 1693 – 1701. Ancher Anchersen
- 1701 – 1712. Christian Muus
- 1712 – 1713. Johannes Ocksen
- 1713 – 1731. Laurids Thura
- 1731 – 1741. Matthias Anchersen
- 1741 – 1764. Hans Adolph Brorson
- 1764 – 1773. Jørgen Carstens Bloch
- 1773 – 1774. Eiler Hagerup den yngre
- 1774 – 1786. Tønne Bloch
- 1786 – 1811. Stephan Middelboe
- 1811 – 1818. Victor Christian Hjort
- 1819               Stephan Tetens
- 1819 – 1825. Jens Michael Hertz
- 1825 – 1831. Conrad Daniel Koefoed
- 1831 – 1833. Nikolai Fogtmann
- 1833 – 1849. Tage Christian Müller
- 1850 – 1867. Jacob Brøgger Daugaard
- 1867 – 1895. Carl Frederik Balslev
- 1895 – 1901. Viggo Gøtzsche
- 1901 – 1922. Gabriel Koch
- 1923 – 1930. Oluf Kirstein Peter Vogn Olesen
- 1930 – 1939. Søren Mejsen Westergaard
- 1939 – 1949. Carl Immanuel Scharling
- 1949 – 1956. Morten Christian Lindegaard
- 1956 – 1980. Henrik Dons Christensen
- 1980 – 1991. Helge Skov
- 1991 – 2003. Niels Holm
- 2003 – 2014  Elisabeth Dons Christensen
- 2014 −          Elof Westergaard

Før reformationen var der ca. 30 biskopper. 
Efter reformationen har der været 40 biskopper (til 2025).